# Ourno
Ourno ist eine Landgemeinde im Departement Madaoua in Niger.

## Geographie

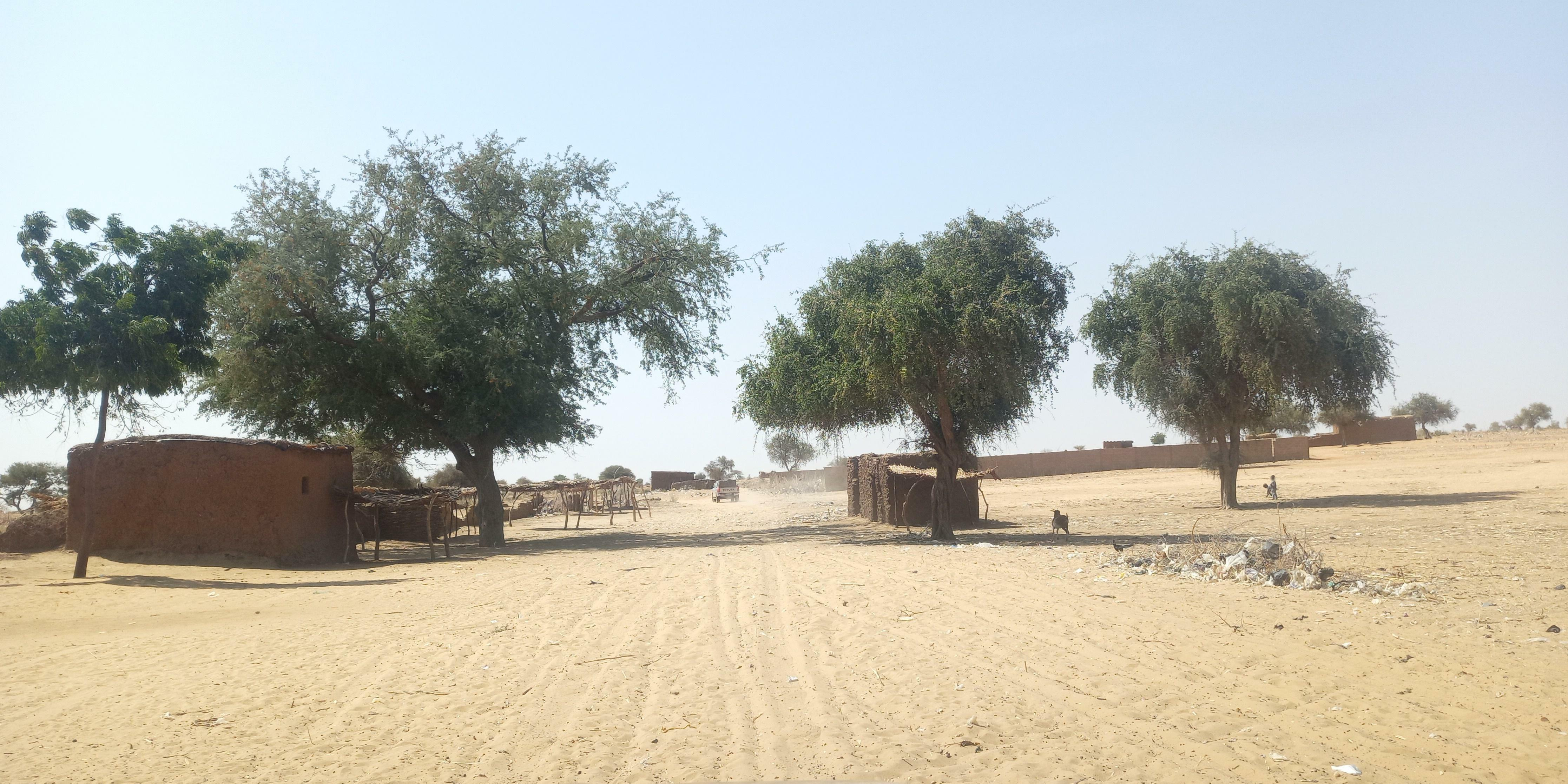
Südlicher Ortsrand des Hauptorts Ourno (2023)

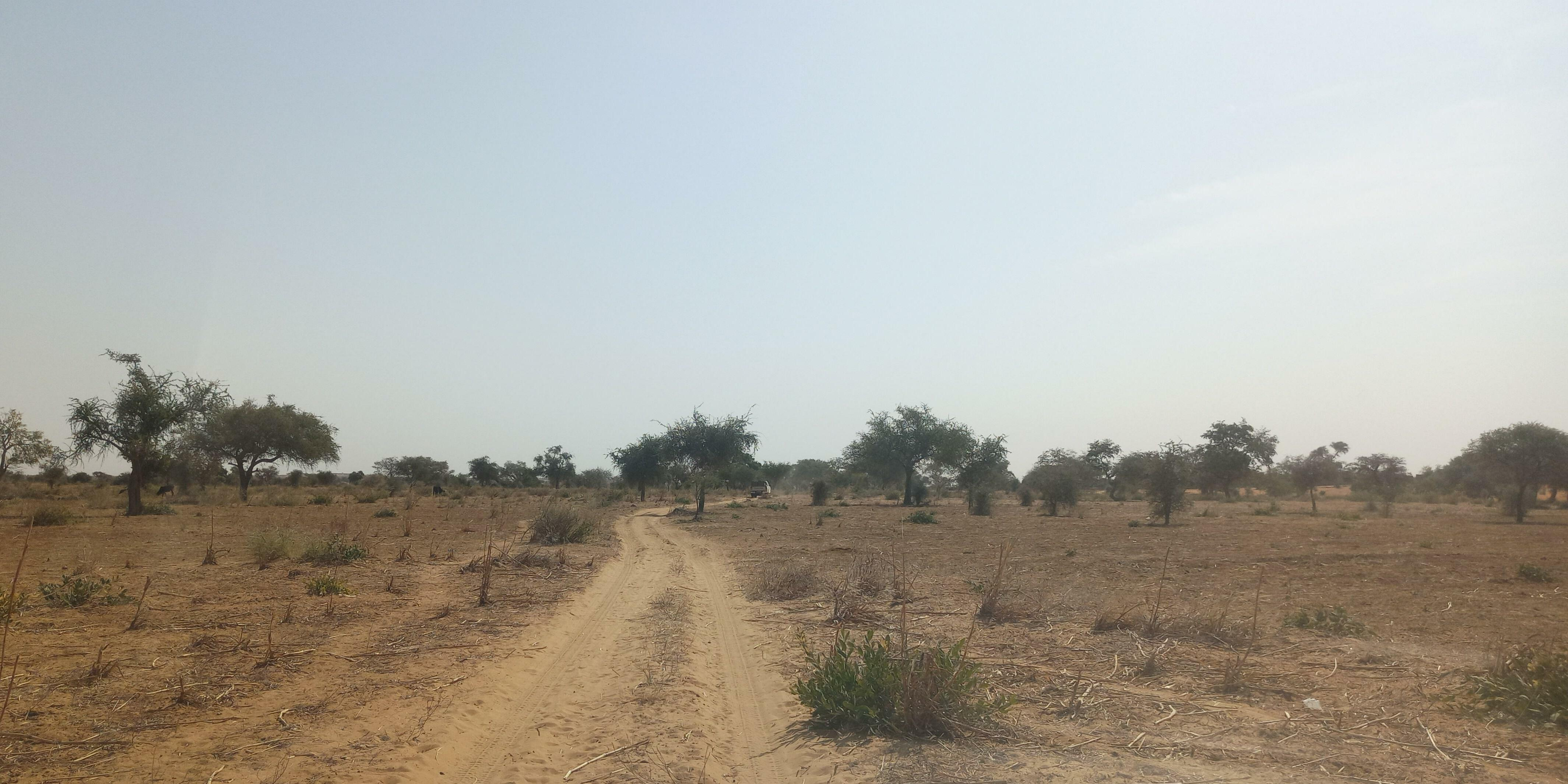
Landschaft in der Gemeinde Ourno (2023)

Ourno liegt in der Sahelzone. Die Nachbargemeinden sind Karofane im Norden, Adjékoria im Nordosten, Dan-Goulbi im Südosten, Bangui im Südwesten und Madaoua im Westen. Bei den Siedlungen im Gemeindegebiet handelt es sich um 87 Dörfer, 105 Weiler und 7 Lager. Der Hauptort der Landgemeinde ist das Dorf Ourno. Es liegt auf einer Höhe von 400 m.

## Geschichte
Die Landgemeinde Ourno ging 2002 bei einer landesweiten Verwaltungsreform aus einem Teil des Kantons Madaoua hervor.

## Bevölkerung
Bei der Volkszählung 2012 hatte die Landgemeinde 98.769 Einwohner, die in 13.208 Haushalten lebten. Bei der Volkszählung 2001 betrug die Einwohnerzahl 51.160 in 8382 Haushalten.
Im Hauptort lebten bei der Volkszählung 2012 4617 Einwohner in 664 Haushalten, bei der Volkszählung 2001 2915 in 478 Haushalten und bei der Volkszählung 1988 1037 in 174 Haushalten.

## Politik
Der Gemeinderat (conseil municipal) hat 23 gewählte Mitglieder. Mit den Kommunalwahlen 2020 sind die Sitze im Gemeinderat wie folgt verteilt: 10 PNDS-Tarayya, 4 MNSD-Nassara, 4 MPR-Jamhuriya, 2 ADEN-Karkara, 2 PJP-Génération Doubara und 1 MODEN-FA Lumana Africa.
Jeweils ein traditioneller Ortsvorsteher (chef traditionnel) steht an der Spitze von 85 Dörfern in der Gemeinde, darunter dem Hauptort.

## Kultur und Sehenswürdigkeiten
Im Gemeindegebiet von Ourno liegt das weithin sichtbare Hügelland von Doutsin Zana (auch: Doutchi Zana), an dessen höchstem Punkt sich ein Opferplatz und eine von Usman dan Fodio in Auftrag gegebene steinerne Moschee befinden.

## Wirtschaft und Infrastruktur
Die Gemeinde liegt am Übergang der Zone des Regenfeldbaus des Nordens zur Zone der Bewässerungsfeldwirtschaft des Südens. In Ourno gibt es einen Viehmarkt. Der Markttag ist Sonntag. Weitere Wochenmärkte werden in den Dörfern Guidan Abarchi und Manzou abgehalten. Das staatliche Versorgungszentrum für landwirtschaftliche Betriebsmittel und Materialien (CAIMA) unterhält eine Verkaufsstelle im Hauptort. Die Niederschlagsmessstation im Hauptort wurde 1989 in Betrieb genommen.
Gesundheitszentren des Typs Centre de Santé Intégré (CSI) sind im Hauptort und in der Siedlung Manzou vorhanden. Der CEG Ourno und der CEG Manzou sind allgemein bildende Schulen der Sekundarstufe des Typs Collège d’Enseignement Général (CEG). Beim Centre de Formation aux Métiers d’Ourno (CFM Ourno) handelt es sich um ein Berufsausbildungszentrum.